# 葉夫根尼·蘭迪斯
葉夫根尼·米哈伊洛維奇·蘭迪斯（俄语：Евге́ний Миха́йлович Ла́ндис，羅馬化：Yevgeny Mikhaylovich Landis，1921年10月6日—1997年12月12日）是一名蘇聯數學家，主要研究偏微分方程。

## 生平
蘭迪斯出生於蘇聯烏克蘭哈爾科夫。他是猶太人。他曾在莫斯科國立大學學習和工作，他的導師是亞歷山大·克龍羅德，後來是伊万·彼得罗夫斯基。1946年，他與克龍羅德一起重新發現了當時在蘇聯還不為人知的薩爾德引理。
後來，他又研究了橢圓和拋物線偏微分方程的唯一性定理、哈納克不等式和普拉格門-林德勒夫類型定理。他與格奧爾吉·阿傑爾松-韋利斯基一起發明了AVL樹資料結構。
1997年12月12日，蘭迪斯在莫斯科去世，享年76歲。

## 外部連結
- 葉夫根尼·蘭迪斯在數學譜系計畫的資料。
- Biography of Y.M. Landis at the International Centre for Mathematical Sciences.